# Tragedia di Ventrischi
La tragedia di Ventrischi, detta anche strage di Marsala del 1965, è la denominazione utilizzata dai media per riferirsi ad un incidente lavorativo avvenuto a Marsala. L’incidente avvenne intorno alle ore 19:00 del 25 giugno del 1965 in località Villa Petrosa in contrada Ventrischi, nella frazione di Terrenove, a Marsala, in provincia di Trapani.

## Antefatti e incidente
Il 25 giugno 1965 a Marsala nella frazione di Terrenove in contrada Ventrischi presso Villa Petrosa alcuni contadini della zona impiegati in quel momento al lavoro agricolo calarono in un pozzo profondo 30 metri un motore a scoppio adibito ad aspirare l’acqua che doveva servire per irrigare i campi, e che fu posizionato quasi a livello dell'acqua in una galleria laterale. Tale motore ebbe dei problemi tecnici e si inceppò. 
Uno dei nove contadini, Erasmo Bua, che era proprietario del pozzo, scese in fondo al suddetto per verificare il guasto e ripararlo. Durante la permanenza dentro al pozzo, il contadino cominciò a respirare esalazioni tossiche che lo portarono alla morte. Gli altri otto contadini decisero di scendere anche loro per trarre in salvo il collega uno dopo l’altro, ma nel disperato tentativo di salvare chi era sceso in precedenza morirono.

## Causa della morte
La causa del decesso dei nove contadini fu associata ad asfissia e intossicazione dai gas, tra cui ossido di carbonio e altre sostanze tossiche, rilasciati dal motore a scoppio a causa della rottura.

## Dopo la sciagura
La vicenda ebbe un grande risalto nazionale. Inoltre fu oggetto di interrogazione parlamentare da parte del deputato del PCI Giuseppe Pellegrino indirizzata al Ministro dell’interno. Nella sua interrogazione il deputato chiedeva aiuti per le famiglie delle vittime e anche degli interventi per collegamenti stradali, elettrificazione e illuminazione pubblica anche nelle zone periferiche, linee telefoniche, acqua a corrente, allacci alla rete idrica e all'acquedotto, allacci alla rete fognaria, infrastrutture e molto altro per un territorio ancora molto povero. Inoltre lo stesso deputato espresse un giudizio molto duro sulle colpe del governo nazionale, accusandolo di fare "disparità dei trattamenti" molto diversi tra il nord (Italia settentrionale) e il sud (Italia meridionale - mezzogiorno d'Italia). 

### Risarcimento
Le famiglie delle vittime furono tutte risarcite con un milione di lire a famiglia, distribuite dalla Prefettura di Trapani.

### Funerali
I funerali, che furono a totale carico del Comune, si svolsero presso la Chiesa Madre di Marsala – Basilica Cattedrale di San Tommaso Becket Vescovo di Canterbury, e furono celebrate dall'arciprete di Marsala dell'epoca Mons. Andrea Linares.

## Deceduti
Le persone che persero la vita erano tutti conoscenti, amici, vicini di casa e parenti. Questo che segue è l’elenco delle vittime:
- Erasmo Bua
- Filippo Angileri
- Michele Curatolo
- Antonina Curatolo
- Michele Licari
- Maria Licari
- Francesco Giacalone
- Antonio Giacalone
- Giuseppe Sparla.

## Decorazioni e encomi
Gli otto contadini che persero la vita per salvare il collega che era precedentemente sceso furono decorati di medaglia d’argento e di bronzo al Valor civile "alla memoria", concesse dal Ministero dell’interno per l’eroico gesto spinto fino alla morte.